# Сердце Молдовы
Республиканская партия «Сердце Молдовы» или партия «Сердце Молдовы» (рум. Partidul Republican «Inima Moldovei»; PRIM) — молдавская политическая партия, основанная бывшим башканом АТО Гагаузия и кандидатом в президенты на выборах 2024 года Ириной Влах. Ранее, в 2023 году, Ирина Влах основала беспартийную политическую организацию «Платформа Молдова». Партия позиционирует себя как лево-консервативная и выступает за нейтралитет Республики Молдова.

## История

#### Фон
Ирина Влах начала политическую карьеру в Партии коммунистов (ПКРМ). С 2009 по 2014 год Влах представляла ПКРМ в парламенте, а в 2014 году покинула фракцию коммунистов, обвинив их в сотрудничестве с тогдашними проевропейскими коалициями. В 2015 году она покинула ПКРМ.
В 2015 году при поддержке Партии социалистов (ПСРМ) Ирина Влах победила на выборах главы АТО Гагаузия. В 2019 году она была переизбрана с рекордным процентом голосов — более 91 %.

#### Платформа Молдова
16 ноября 2023 года Ирина Влах создала беспартийную общественную организацию «Платформа Молдова». В своем заявлении она раскритиковала «беспрецедентный раскол в обществе и дистанцию между псевдо политической элитой и народом» и призвала оппозиционные Майе Санду силы, как левые так и правые, объединиться.

#### Республиканская партия «Сердце Молдовы»
Ирина Влах представила название своей будущей партии — Республиканская партия «Сердце Молдовы» — на пресс-конференции 5 ноября 2024 года. Учредительный съезд PRIM состоялся 16 ноября 2024 года. Партия PRIM была официально зарегистрирована 2 декабря 2024 года.
Партия планировала принять участие на парламентских выборах 2025 года, но ее партия вошла вместе с партиями социалистов, коммунистов и Будущее Молдовы в избирательный блок «Патриотический блок» 29 июля 2025 года.

## Идеология
Идеологически партия называет себя «левоцентристской», придерживаясь консервативной доктрины. По словам Ирины Влах, «абсолютным приоритетом» партии является обеспечения мира.
Ирина Влах называет себя проевропейской, но подчеркивает, что Европа — это «не флаги на зданиях», а социальные реформы. Она призывает к сохранению геополитического нейтралитета и связей как с Европой, так и с Россией.

## Критика
Некоторые молдавские политологи подозревают Ирину Влах в том, что она является «частью стратегии Кремля», замаскированной под идеологически проевропейского кандидата. Депутат от ПДС Раду Мариан назвал ее проект «Платформа Молдова» «кремлевской платформой».